# Воллингст
Воллингст (нем. Wollingst, н.-нем. Wolljes) — ортшафт в Германии, земля Нижняя Саксония, район Куксхафен. Входит в состав общины Беверштедт. До 1974 года был отдельной общиной. Население составляет 333 человек (на 20 ноября 2019 года). Занимает площадь 14,34 км².